# Arenas y Esteras
Arena y Esteras es una casa cultural y comunitaria fundada el 29 marzo de 1992 por un grupo de artistas del distrito de Villa El Salvador tras el asesinato de María Elena Moyano. Asimismo, han recibido reconocimientos como el Premio Nacional de Cultura de Perú en la categoría de buenas prácticas.

## Historia
Arena y Esteras fue creada en 1992 tras el asesinato de la luchadora social María Elena Moyano a manos del grupo subversivo Sendero Luminoso. Este acontecimiento impulsó a un grupo de jóvenes artistas del distrito con la finalidad de proporcionar alegría a través del arte para los niños de la localidad.
Comenzaron sus primeros años practicando y ensayando en la casa de uno de los fundadores, hasta que pudieron conseguir un nuevo lote para comenzar la construcción de la Casa Cultural. En el 2011 se inauguró la sede actual con apoyo de la Embajada de Japón en Perú.
En sus intervenciones promueven la formación en teatro, circo, música, danza y artes plásticas a través de la utilización de distintos elementos como zancos, caritas pintadas, tambores, entre otros. Su lema destaca el objetivo de mantener la felicidad comunitaria frente a contextos de violencia interna y está redactado de la siguiente manera:
Por el derecho a la sonrisa.

## Reconocimientos
A lo largo de su trayectoria han recibido algunas distinciones como: 
- Ganadores de la categoría de Buenas Prácticas Culturales del Premio Nacional de Cultura 2012.[9][10][11]
- Se encuentra reconocido como punto de cultura por el Ministerio de Cultura.[8]

## Producciones escénicas
Entre las principales se encuentran:
| Título                   | Año  |
| ------------------------ | ---- |
| La Carreta de los sueños | 1994 |
| Leyendas y Malabares     | 2001 |
| Urpila                   | 2005 |
| Amaru                    | 2008 |
| Moo                      | 2013 |
| Kevin                    |      |
| Chuquisuso               |      |
| Ruru                     |      |

## Festicirco: Festival de circo social
Fue creado en el año 2005, gracias a diferentes artistas que visitaron la Casa Cultural en los años 90'. El Festicirco, se basa en la creencia de que se debe conservar la tradición de las fiestas patrias y los espectáculos de circo que vienen junto a ellas.
Con los años este Festival fue creciendo, y así artistas de diferentes partes del mundo participaban dando un pequeño intercambio cultural, trayendo sus conocimientos artísticos para las presentaciones y talleres dentro del Festicirco. 